# Nazionale maschile di calcio dell'Azerbaigian

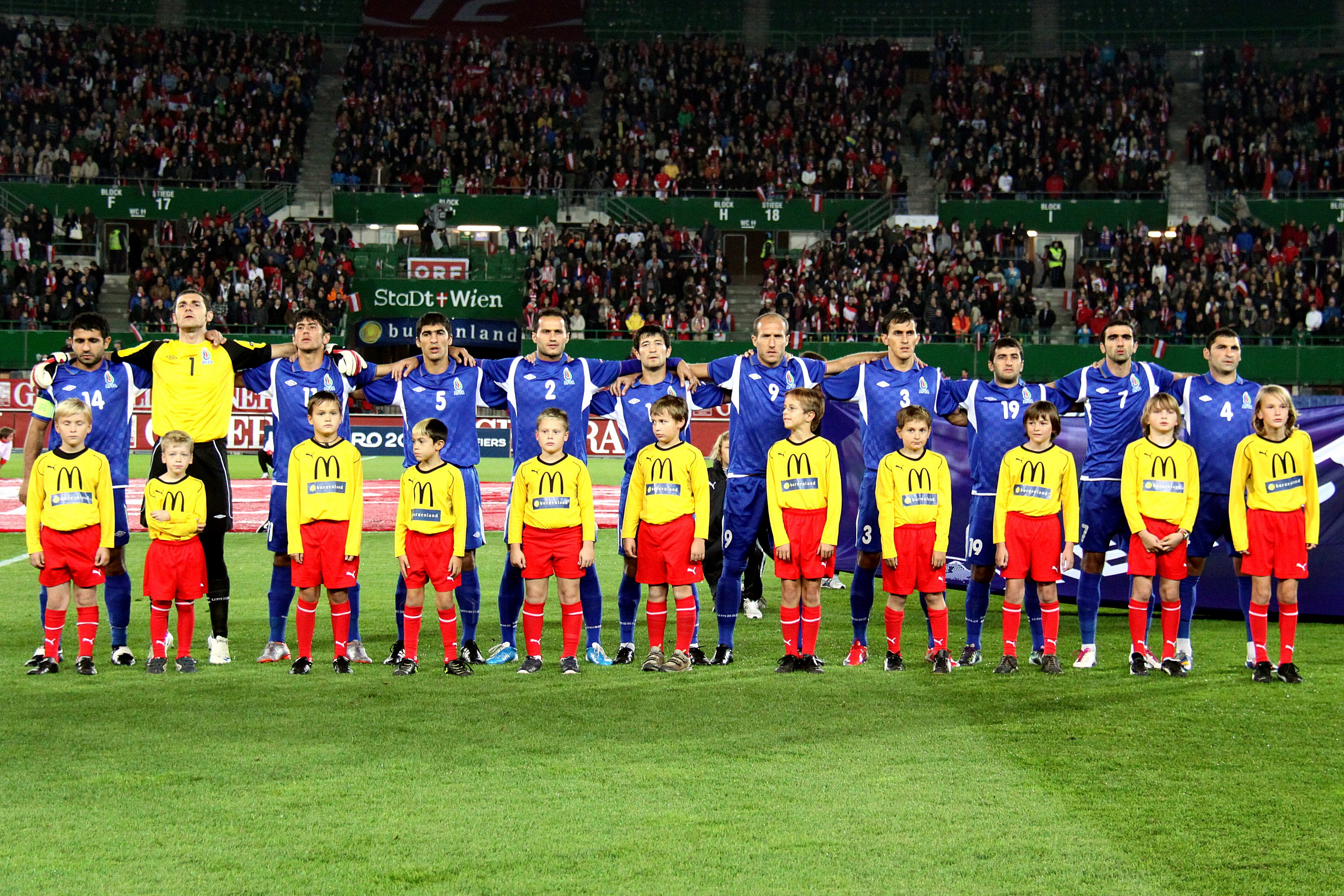
L'Azerbaigian schierato prima di un match contro l' nell'ottobre 2010

La nazionale di calcio dell'Azerbaigian (aze. Azərbaycan milli futbol komandası) è la rappresentativa calcistica dell'Azerbaigian ed è controllata dalla Federazione calcistica dell'Azerbaigian. 
Fondata nel 1992, è affiliata alle federazioni calcistiche internazionali, FIFA e UEFA, dal 1994. Esordì nelle qualificazioni ai grandi tornei in occasione delle eliminatorie per il campionato d'Europa 1996. Disputa le partite in casa allo stadio Olimpico di Baku, inaugurato nel 2015.
Nella classifica mondiale della FIFA il miglior piazzamento dell'Azerbaigian è il 73º posto del luglio 2014, il peggiore il 170º posto del giugno 1994. Occupa il 118º posto della graduatoria.

## Storia

### Esordi
Nel 1912 e nel 1913, prima dell'incorporamento del paese nell'Unione Sovietica, si tennero alcuni incontri tra una rappresentativa dell'Azerbaigian e una rappresentativa della Georgia, a Tbilisi e a Baku. Nel 1914 fu fondata l'Unione calcistica azera, che organizzò alcuni campionati cittadini nel paese azero.

### Epoca sovietica
Le prime partite internazionali nell'Azerbaigian sovietico risalgono al 1926-1927, quando a Tbilisi, in Georgia, si organizzò il campionato transcaucasico, che vide la partecipazione delle rappresentative di Azerbaigian, Armenia e Georgia. Nel 1927 la rappresentativa dell'Azerbaigian esordì contro Georgia e Armenia in alcune amichevoli, ma già nel 1926 una squadra composta da calciatori azeri aveva disputato tre incontri contro una rappresentativa dell'Iran a Baku. Nel 1929 a Teheran si tennero tre incontri tra queste due squadre, tutti vinti dall'Azerbaigian.
Gli anni '60 del XX secolo furono fruttuosi per il calcio azero, che produsse validi giocatori quali Anatoliy Banishevskiy, Alakbar Mammadov e l'arbitro Tofiq Bahramov, giudice di linea della controversa finale del campionato del mondo 1966 tra Inghilterra e Germania Ovest.

### Epoca moderna
La nazionale di calcio azera propriamente detta nacque dallo sfaldamento dell'Unione Sovietica e dallo scioglimento della relativa nazionale. Dopo l'indipendenza dell'Azerbaigian nel 1991, fu fondata la AFFA, la federcalcio nazionale. Nel 1992 Alekper Mamedov divenne il primo commissario tecnico della nazionale azera, che debuttò il 17 settembre di quell'anno in amichevole a Gurjaani, in una partita persa per 6-3 contro la Georgia. Il 25 maggio 1993, in amichevole a Gäncä (Ganja) contro la Georgia, la nazionale azera, alla sua seconda partita, ottenne la sua prima vittoria, con il punteggio di 1-0.
Nel 1994 la federcalcio azera si affiliò a FIFA e UEFA. Impossibilitata a competere per il campionato mondiale del 1994, la selezione azera esordì in gare ufficiali in occasione delle qualificazioni al campionato d'Europa 1996, giocando, per ragioni di sicurezza, ogni partita casalinga a Trebisonda, in Turchia. Successivamente fu impegnato nelle qualificazioni al campionato mondiale del 1998, ma neanche in questo caso centrò l'obiettivo.

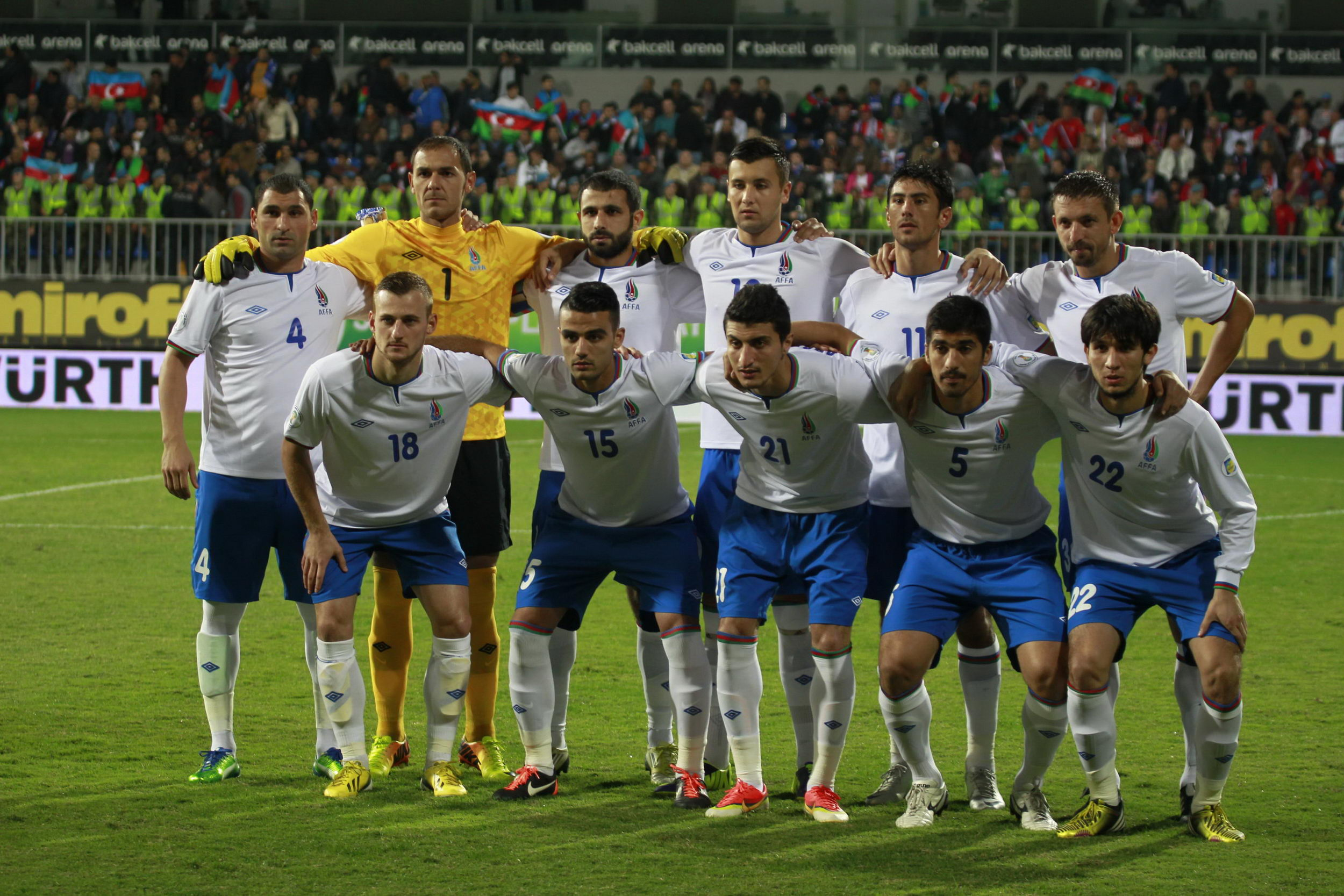
La nazionale azera nel 2013

Nel febbraio del 2004 Carlos Alberto, capitano del Brasile che vinse il campionato mondiale del 1970 fu nominato commissario tecnico della nazionale azera. Nonostante un esordio disastroso, una sconfitta per 0-6 contro Israele il 18 febbraio, con il suo nuovo allenatore l'Azerbaigian riuscì a vincere una partita in trasferta per la prima volta nella sua storia, battendo per 3-2 il Kazakistan il 28 aprile.
Nel giugno 2005, a seguito di una sconfitta per 3-0 contro la Polonia, Carlos Alberto fu sollevato dall'incarico e sostituito dall'ex allenatore del Neftçi Vagyf Sadygov, per la terza volta CT della nazionale azera. Nel novembre 2005 gli subentrò Shahin Diniyev, dimessosi il 31 ottobre 2007 e rimpiazzato da Gjoko Hadzievski con un incarico ad interim.
Nell'aprile 2008 ad assumere le redini della nazionale fu chiamato, con un contratto biennale, Berti Vogts, vincitore del campionato d'Europa 1996 alla guida della Germania. Nelle qualificazioni al campionato d'Europa 2008 la squadra si piazzò penultima nel proprio girone con 5 punti in classifica, a 3 di distacco dal Liechtenstein ultimo.
Nel novembre 2009 il contratto di Vogts fu esteso per altri due anni: il tedesco divenne il primo CT a guidare l'Azerbaigian per due cicli di qualificazione.
Il 18 novembre 2009, in una partita amichevole, l'Azerbaigian batté per 2-0 la ben più blasonata Rep. Ceca. Questa è sicuramente la più significativa vittoria della modesta nazionale azera.
Un altro grande risultato fu, nell'ottobre 2010, la vittoria per 1-0 a Baku contro la Turchia in una partita di qualificazione ai campionato europeo del 2012. Grazie al successo la squadra azera raggiunse il 90º posto nella classifica mondiale della FIFA del periodo, fino a quel momento la migliore posizione di sempre nella graduatoria. Vincendo contro il Kazakistan, l'Azerbaigian fece inoltre registrare il proprio record di punti (7) e di gol (10) nelle qualificazioni fino a quel momento.
Nel novembre 2011 il contratto di Vogts fu prolungato per altri due anni, sino alla fine delle qualificazioni al campionato del mondo 2014. Nonostante le critiche, la squadra riuscì a chiudere al quarto posto le qualificazioni al mondiale brasiliano, miglior piazzamento di sempre della nazionale azera nelle eliminatorie mondiali o europee. Nel dicembre 2013 il CT tedesco fu offerto un biennale, con l'obiettivo di fargli guidare la nazionale anche nelle qualificazioni al campionato d'Europa 2016.
Nel ranking FIFA del luglio 2014 l'Azerbaigian raggiunse il 73º posto, posizione più alta della propria storia nella classifica.
Dopo tre sconfitte consecutive, però, nell'ottobre 2014 Vogts si dimise dopo sei anni di gestione. A succedergli fu il croato Robert Prosinečki, che nelle qualificazioni al campionato del mondo 2018 guidò gli azeri al miglior risultato della loro storia nelle eliminatorie in termini di punti ottenuti (10), anche se il quinto posto finale in classifica nel girone da sei portò alle dimissioni del tecnico.
Nel novembre 2017 gli subentrò Qurban Qurbanov, sotto la cui gestione la squadra ottenne il secondo posto, alle spalle del Kosovo, nel gruppo 3 della Lega D della UEFA Nations League 2018-2019, con un bilancio di 2 vittorie, 3 pareggi e una sconfitta.
Nel febbraio 2019 sulla panchina azera è subentrato il croato Nikola Jurčević sostituito dal 2020 al 2023 con il trevigiano Gianni De Biasi.

## Colori e simboli
A partire dal 2016, la divisa di casa dell'Azerbaigian è un kit tutto rosso. La squadra indossa un kit tutto blu per le partite in trasferta. Questa combinazione di colori è tradizionale per la squadra sin dalle loro prime partite. All'inizio degli anni '90 la squadra ha indossato una divisa bianca con una piccola banda verticale rosso-verde-blu e coi pantaloncini azzurri. Fuori casa si sono alternate divise rosse a blu. Alla fine del decennio è stata trasformata in maglia a righe bianche e blu. All'inizio degli anni 2000, il kit è stato sostituito dalla maglietta bianca con una striscia tricolore verticale, colore originato dalla bandiera nazionale. Il kit è stato nuovamente cambiato in maglie blu, pantaloncini rossi e calzini verdi solo per il turno di qualificazione per UEFA Euro 2008. Dopo il torneo, la squadra nazionale è tornata alla consueta combinazione di colori.
Il simbolo che portano i giocatori sul petto è lo stemma nazionale.

## Partecipazioni ai tornei internazionali
Fino al 1991 l'Azerbaigian non aveva una propria nazionale in quanto lo stato azero era inglobato nell'Unione Sovietica. Esisteva, quindi, un'unica nazionale che rappresentava tutta l'Unione Sovietica. Dopo la dissoluzione dell'Unione Sovietica venne creata la Nazionale di calcio della Comunità degli Stati Indipendenti che rappresentava l'omonima confederazione di cui l'Azerbaigian fa parte tuttora. Tale nazionale, però, partecipò solo al Campionato europeo di calcio 1992, dopo il quale ogni nazione che aderiva alla CSI creò la propria nazionale.

Legenda: Grassetto: Risultato migliore, Corsivo: Mancate partecipazioni

## Statistiche dettagliate sui tornei internazionali

### Mondiali
| Anno | Luogo                    | Piazzamento      | V | N | P | Gol |
| ---- | ------------------------ | ---------------- | - | - | - | --- |
| 1994 | Stati Uniti              | Non partecipante | - | - | - | -   |
| 1998 | Francia                  | Non qualificata  | - | - | - | -   |
| 2002 | Corea del Sud / Giappone | Non qualificata  | - | - | - | -   |
| 2006 | Germania                 | Non qualificata  | - | - | - | -   |
| 2010 | Sudafrica                | Non qualificata  | - | - | - | -   |
| 2014 | Brasile                  | Non qualificata  | - | - | - | -   |
| 2018 | Russia                   | Non qualificata  | - | - | - | -   |
| 2022 | Qatar                    | Non qualificata  | - | - | - | -   |

### Europei
| Anno | Luogo                | Piazzamento     | V | N | P | Gol |
| ---- | -------------------- | --------------- | - | - | - | --- |
| 1996 | Inghilterra          | Non qualificata | - | - | - | -   |
| 2000 | Belgio / Paesi Bassi | Non qualificata | - | - | - | -   |
| 2004 | Portogallo           | Non qualificata | - | - | - | -   |
| 2008 | Austria / Svizzera   | Non qualificata | - | - | - | -   |
| 2012 | Polonia / Ucraina    | Non qualificata | - | - | - | -   |
| 2016 | Francia              | Non qualificata | - | - | - | -   |
| 2020 | Europa               | Non qualificata | - | - | - | -   |
| 2024 | Germania             | Non qualificata | - | - | - | -   |

### Confederations Cup
| Anno | Luogo                    | Piazzamento     | V | N | P | Gol |
| ---- | ------------------------ | --------------- | - | - | - | --- |
| 1995 | Arabia Saudita           | Non invitata    | - | - | - | -   |
| 1997 | Arabia Saudita           | Non qualificata | - | - | - | -   |
| 1999 | Messico                  | Non qualificata | - | - | - | -   |
| 2001 | Corea del Sud / Giappone | Non qualificata | - | - | - | -   |
| 2003 | Francia                  | Non qualificata | - | - | - | -   |
| 2005 | Germania                 | Non qualificata | - | - | - | -   |
| 2009 | Sudafrica                | Non qualificata | - | - | - | -   |
| 2013 | Brasile                  | Non qualificata | - | - | - | -   |
| 2017 | Russia                   | Non qualificata | - | - | - | -   |

### Nations League
| Anno      | Luogo       | Piazzamento   | V | N | P | Gol |
| --------- | ----------- | ------------- | - | - | - | --- |
| 2018-2019 | Portogallo  | 7° in Lega D  | 2 | 3 | 1 | 7:6 |
| 2020-2021 | Italia      | 11° in Lega C | 1 | 3 | 2 | 2:4 |
| 2022-2023 | Paesi Bassi | 6° in Lega C  | 3 | 1 | 2 | 7:4 |

## Rosa attuale
Lista dei giocatori convocati per le sfide amichevoli (della serie FIFA: World Series) contro Mongolia e Bulgaria del 22 e 25 marzo 2024
Presenze e reti aggiornate al termine della seconda gara.
|  | P | Şahruddin Məhəmmədəliyev | 12 giugno 1994    | 27 | -34 | Adana Demirspor  |  |  |
|  | P | Səlahət Ağayev           | 4 novembre 1991   | 21 | -26 | Səbail           |  |  |
|  | P | Rza Cəfərov              | 7 marzo 2003      | 1  | 0   | Neftçi Baku      |  |  |
|  |   |                          |                   |    |     |                  |  |  |
|  | D | Badavi Guseynov          | 11 luglio 1991    | 69 | 1   | Qarabağ          |  |  |
|  | D | Bəhlul Mustafazadə       | 27 febbraio 1997  | 29 | 1   | Qarabağ          |  |  |
|  | D | Toral Bayramov           | 23 febbraio 2001  | 21 | 1   | Qarabağ          |  |  |
|  | D | Elvin Cəfərquliyev       | 26 ottobre 2000   | 19 | 1   | Qarabağ          |  |  |
|  | D | Rahil Məmmədov           | 24 novembre 1995  | 17 | 0   | ŁKS              |  |  |
|  | D | Amin Seydiyev            | 15 ottobre 1998   | 8  | 1   | Sabah            |  |  |
|  | D | Bəxtiyar Həsənalızadə    | 29 dicembre 1992  | 4  | 0   | Tuzlaspor        |  |  |
|  |   |                          |                   |    |     |                  |  |  |
|  | C | Emin Mahmudov            | 27 aprile 1992    | 47 | 13  | Neftçi Baku      |  |  |
|  | C | Eddy Pascual             | 2 agosto 1992     | 26 | 0   | Neftçi Baku      |  |  |
|  | C | Coşqun Diniyev           | 13 settembre 1995 | 22 | 0   | Neftçi Baku      |  |  |
|  | C | Elvin Camalov            | 4 febbraio 1995   | 16 | 0   | Sabah            |  |  |
|  | C | Filip Ozobić             | 8 aprile 1991     | 15 | 1   | Neftçi Baku      |  |  |
|  | C | Qismət Alıyev            | 24 ottobre 1996   | 9  | 0   | Zirə             |  |  |
|  | C | Ozan Kökçü               | 19 agosto 1998    | 7  | 0   | Eindhoven        |  |  |
|  | C | Vüsal İsgəndərli         | 3 novembre 1995   | 4  | 0   | Boluspor         |  |  |
|  | C | Emil Mustafayev          | 24 settembre 2001 | 2  | 0   | Polіssja Žytomyr |  |  |
|  | C | Murad Khachayev          | 14 aprile 1998    | 1  | 0   | Sumqayıt         |  |  |
|  | C | Orxan Əliyev             | 21 dicembre 1995  | 1  | 0   | Araz Peşəkar     |  |  |
|  | C | Rovlan Muradov           | 28 marzo 1998     | 0  | 0   | Sumqayıt         |  |  |
|  | C | Sabuhi Abdullazade       | 18 dicembre 2001  | 0  | 0   | Sumqayıt         |  |  |
|  |   |                          |                   |    |     |                  |  |  |
|  | A | Ramil Şeydayev           | 15 marzo 1996     | 61 | 10  | Kocaelispor      |  |  |
|  | A | Renat Dadaşov            | 17 maggio 1999    | 30 | 3   | Hatayspor        |  |  |
|  | A | Musa Qurbanlı            | 13 aprile 2002    | 12 | 2   | Djurgården       |  |  |

## Record individuali
Statistiche aggiornate al 27 marzo 2025.
- In grassetto i giocatori ancora in attività con la maglia della nazionale.

### Record presenze
| Pos. | Giocatore       | Presenze | Reti | Periodo   |
| ---- | --------------- | -------- | ---- | --------- |
| 1    | Rəşad Sadıqov   | 111      | 5    | 2001-2017 |
| 2    | Maksim Medvedev | 81       | 4    | 2009-2022 |
| 3    | Aslan Kerimov   | 80       | 0    | 1994-2008 |
| 4    | Kamran Aghayev  | 79       | 0    | 2008-2018 |
| 5    | Qara Qarayev    | 77       | 0    | 2013-2022 |
| 6    | Mahir Shukurov  | 76       | 4    | 2004-2015 |
| 6    | Bədavi Hüseynov | 76       | 1    | 2012-     |
| 8    | Mahmud Gurbanov | 75       | 1    | 1994–2008 |
| 8    | Tarlan Ahmadov  | 75       | 0    | 1992–2005 |
| 10   | Ramil Şeydayev  | 69       | 10   | 2016-     |

### Record reti

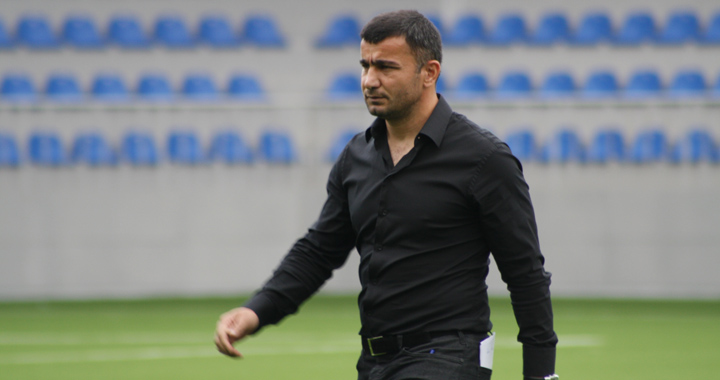
Qurban Qurbanov detiene il record di gol con la nazionale azera.

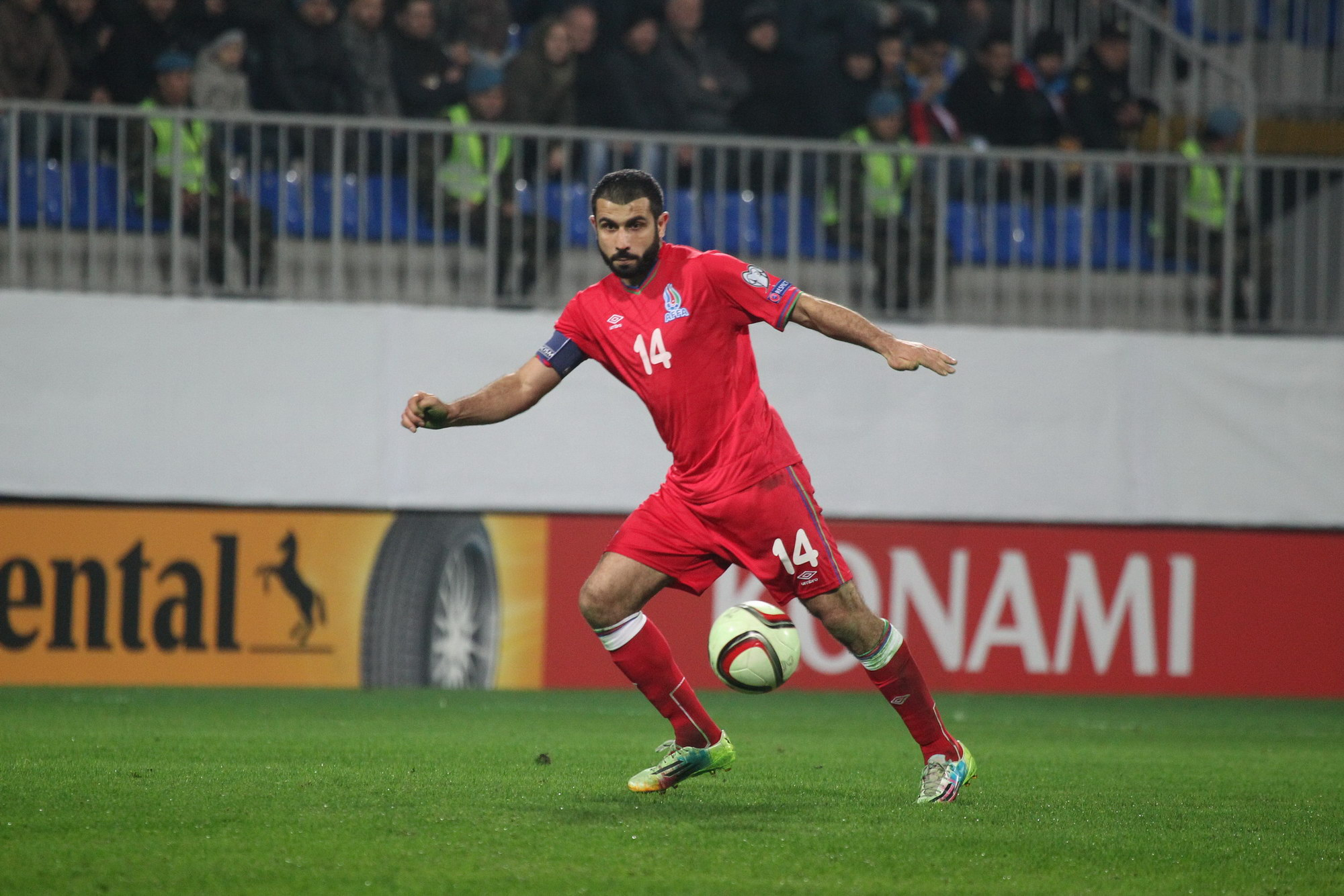
Rəşad Sadıqov è il primatista di presenze con la nazionale azera.

| Pos. | Giocatore        | Reti | Pres. | Periodo   | Media |
| ---- | ---------------- | ---- | ----- | --------- | ----- |
| 1    | Emin Mahmudov    | 14   | 53    | 2016-     | 0,27  |
| 1    | Gurban Gurbanov  | 14   | 68    | 1992-2005 | 0,20  |
| 3    | Ramil Şeydayev   | 10   | 69    | 2016-     | 0,16  |
| 4    | Vaqif Cavadov    | 9    | 58    | 2006-2014 | 0,15  |
| 5    | Dimitri Nəzərov  | 8    | 46    | 2014-2022 | 0,17  |
| 6    | Elvin Mammadov   | 7    | 39    | 2008-2017 | 0,18  |
| 6    | Branimir Subaşiç | 7    | 40    | 2007-2013 | 0,17  |
| 6    | Rauf Əliyev      | 7    | 47    | 2010-2018 | 0,14  |
| 9    | Zaur Tağızadə    | 6    | 40    | 1997-2008 | 0,15  |

## Commissari tecnici
Statistiche aggiornate al 22 novembre 2023.
| Manager               | Azerbaigian carriera | Presenze | Vittorie | Pareggiate | Perse | Vittorie % |
| --------------------- | -------------------- | -------- | -------- | ---------- | ----- | ---------- |
| Ələkbər Məmmədov      | 1992–1993            | 5        | 3        | 1          | 1     | 60         |
| Kazbek Tuayev         | 1993–1994            | 1        | 0        | 0          | 1     | 0          |
| Agaselim Mirjavadov   | 1994–1995            | 9        | 0        | 0          | 9     | 0          |
| Kazbek Tuayev         | 1995–1997            | 11       | 3        | 3          | 5     | 27,27      |
| Vagif Sadygov         | 1997–1998            | 20       | 6        | 3          | 11    | 30         |
| Ahmad Alaskarov       | 1998–2000            | 9        | 1        | 2          | 6     | 11,11      |
| İqor Ponomaryov       | 2000–2001            | 15       | 1        | 2          | 10    | 6,67       |
| Vagif Sadygov         | 2002                 | 8        | 1        | 4          | 4     | 12,5       |
| Asgar Abdullayev      | 2003–2004            | 9        | 1        | 2          | 6     | 11,11      |
| Carlos Alberto Torres | 2004–2005            | 18       | 2        | 6          | 10    | 11,11      |
| Vagif Sadygov         | 2005                 | 5        | 0        | 1          | 4     | 0          |
| Shahin Diniyev        | 2005–2007            | 20       | 4        | 7          | 9     | 20         |
| Gjoko Hadžievski      | 2007–2008            | 3        | 0        | 1          | 2     | 0          |
| Berti Vogts           | 2008–2014            | 35       | 7        | 9          | 19    | 20,59      |
| Robert Prosinečki     | 2014-2017            | 23       | 6        | 6          | 11    | 26,09      |
| Qurban Qurbanov       | 2017-2018            | 12       | 4        | 5          | 3     | 33,33      |
| Nikola Jurčević       | 2019                 | 10       | 1        | 2          | 7     | 10,00      |
| Gianni De Biasi       | 2020-2023            | 39       | 10       | 8          | 21    | 25,64      |